# Deinosuchus
Deinosuchus (även känd som Phobosuchus) var ett släkte krokodiler som levde för 75 miljoner år sedan i Amerikas innanhav. De var vad man vet, några av historiens största predatorer som var 12 meter långt och 9 ton tungt. De anföll bara från vatten, och var långsamma på land. Deinosuchus käftar var 2 meter långa. 
De jagade genom att släpa ner sitt byte från land ner i vattnet för att sedan dränka det. 
Släktet dog ut genom att miljön inte längre var möjlig att leva i för arten.